# Église Saint-Martin de Borey
L'église Saint-Martin de Borey, édifiée au XVIIIe siècle selon les règles du style classique, est représentative de l'importante phase de restauration et de reconstruction des édifices religieux du département de la Haute-Saône après le rattachement de la Franche-Comté à la France en 1678.

## Histoire
Le patronage dédié à Saint Martin fait présumer d'une évangélisation du village dès l'époque mérovingienne. L'église actuelle fait suite à un édifice antérieur du XIIe siècle, duquel on ne dispose d'aucun renseignement si ce n'est qu'il dépendait à l'origine de l'abbaye de Marast et qu'il comportait une chapelle dédiée à Sainte-Catherine, où ont été inhumés Gérard et Gauthier de Borrey, selon des testaments publiés en 1357 et 1361.

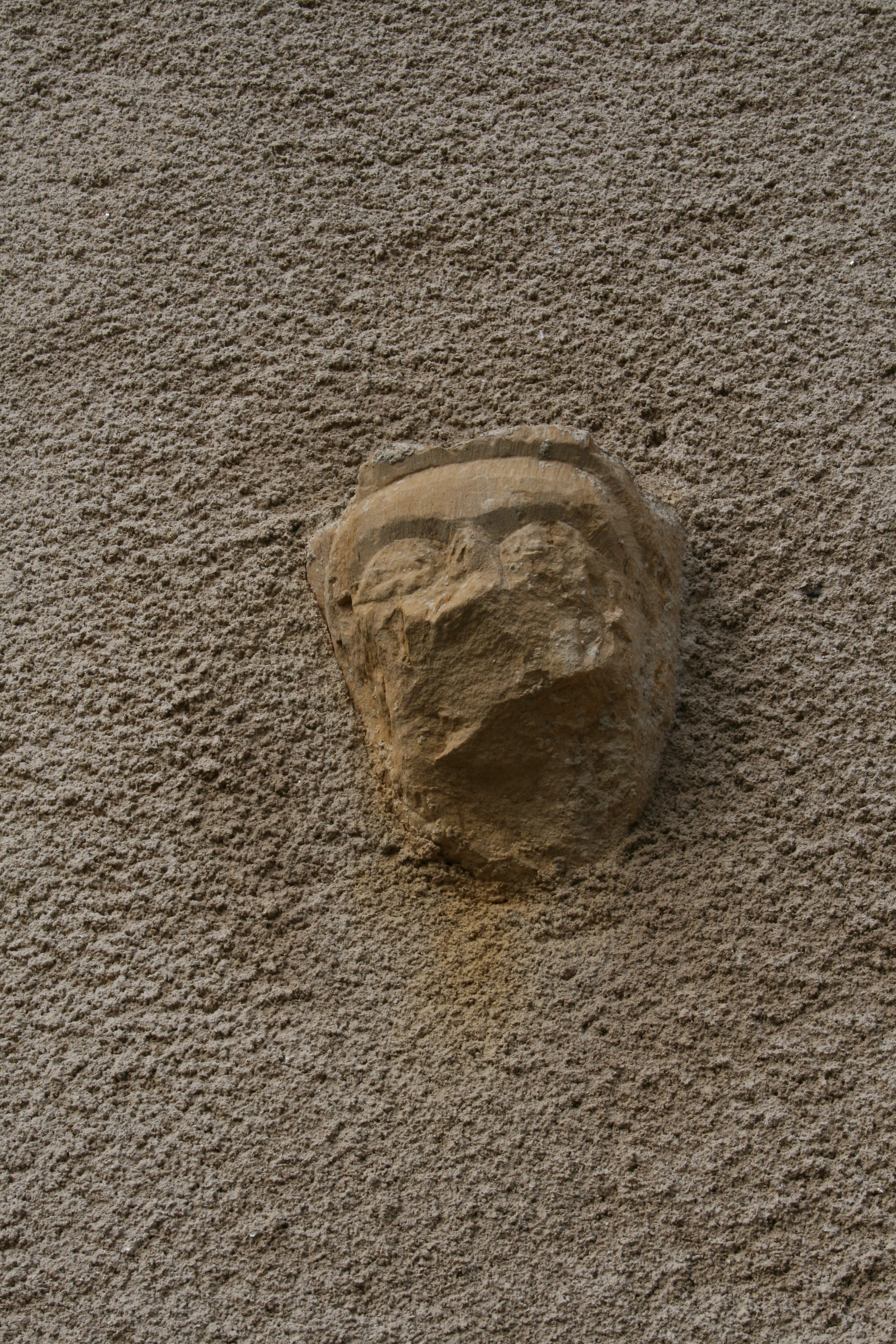
tête sculptée

Une tête sculptée, malheureusement très mutilée, insérée dans le mur d'une habitation du village, pourrait être le vestige d'un corbeau de la construction primitive.
À la suite du traité de Nimègue, une intense activité des églises paroissiales se développe sous l'impulsion des archevêques de Besançon. Cette situation est favorisée par la législation forestière, issue de l'ordonnance de Colbert datant de 1669, obligeant les communautés d'habitants à distraire un quart des bois, pour former une réserve. Cette réserve, exploitée sous le contrôle des grands maîtres des Eaux et Forêts, permettait de dégager les finances nécessaires à la construction des bâtiments publics. Les curés Ferdinand Alix, oncle et neveu, nés à Frasne en 1695 et en 1740, ont été les artisans de l'édification de l'église intervenue à partir de 1779, une carrière de pierres ayant été ouverte à cet effet dans le bois du Nouvelet. La consécration a eu lieu le 17 mai 1781, par Monseigneur de Rang, évêque in partibus de Rhosy (de) (Syrie), suffragant de Besançon.
Les archives paroissiales font état du vol survenu en 1785 des reliques de la Sainte-Croix, authentifiées par une lettre de l'évêque de Porphyre, l'un des gardiens de la vraie croix. En 1794 une cloche fut livrée à l'État pour les besoins des guerres révolutionnaires. Une restauration de l'édifice a été effectuée dans les années soixante-dix sous le ministère de l'abbé Faivre. L'église comporte deux cloches, la grosse refondue en 1848 et la petite datant de 1905.

## Architecture
L'accès à l'église  se fait par le clocher, typique de la région avec son toit bulbeux comportant dans sa partie basse un porche précédé d'un portail en plein-cintre surmonté d'un fronton triangulaire. La nef est à trois travées, la deuxième formant le transept. La voûte en berceau repose sur des pilastres engagés. Le chevet est plat avec des angles arrondis. Le mobilier comprend de belles boiseries du XVIIIe siècle, avec des tableaux de saint Martin en habit d'évêque derrière l'autel, de l'Assomption de la Vierge dans le collatéral de gauche et de Sainte Barbe dans le collatéral de droite.
La chapelle de la Vierge comporte au sol les pierres tombales d'Antoine Alexis Tranchant, comte de la Verne, décédé en 1746, de son fils Jean François Tranchant, décédé en 1782, et de Marie-Thérèse de la Verne, épouse d'Antoine Alexis Tranchant. Deux autres pierres tombales de prêtres se trouvent dans l'allée : celles du curé Triboulet mort en 1814 et du curé Alix mort en 1774.

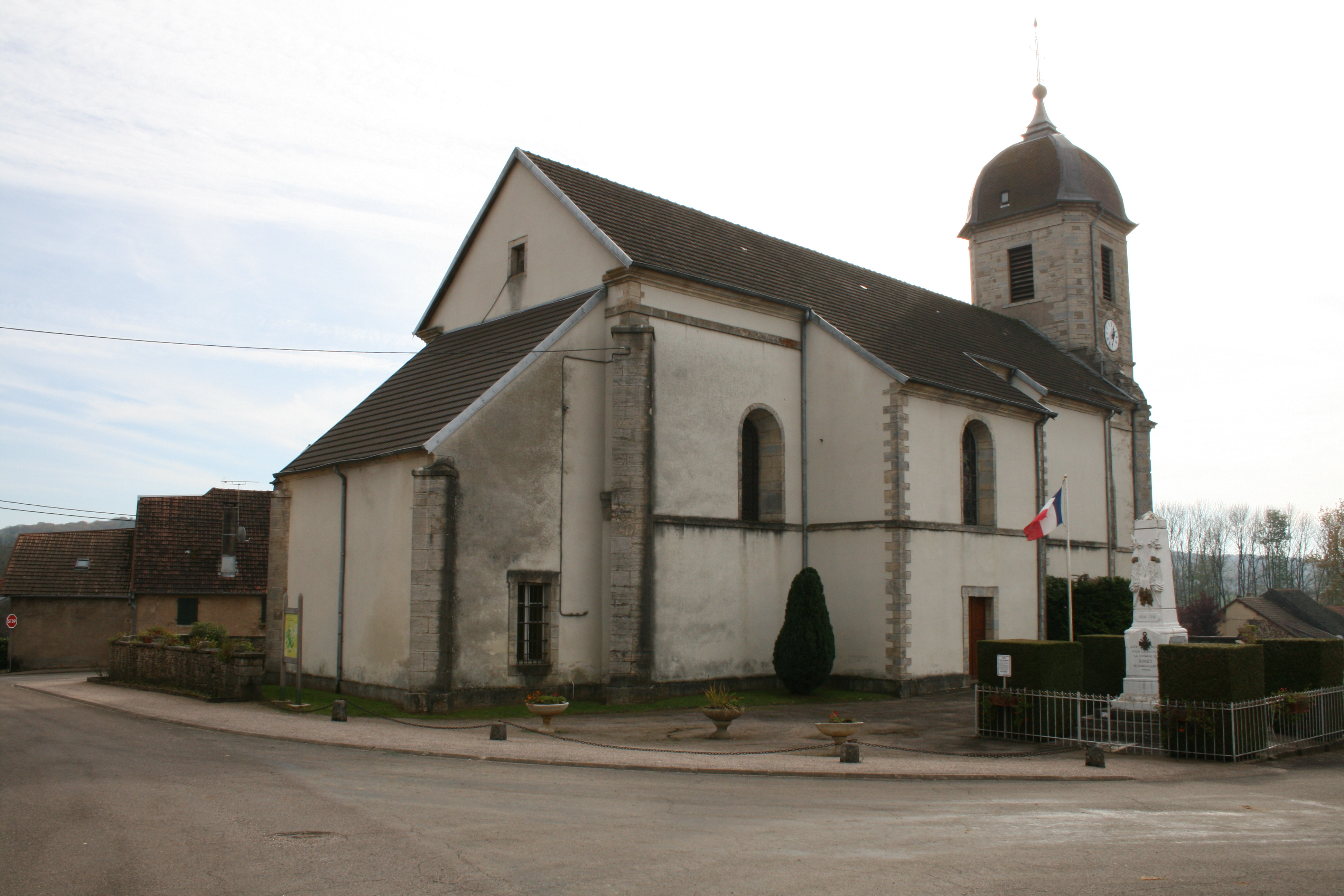
vue latérale de l'église
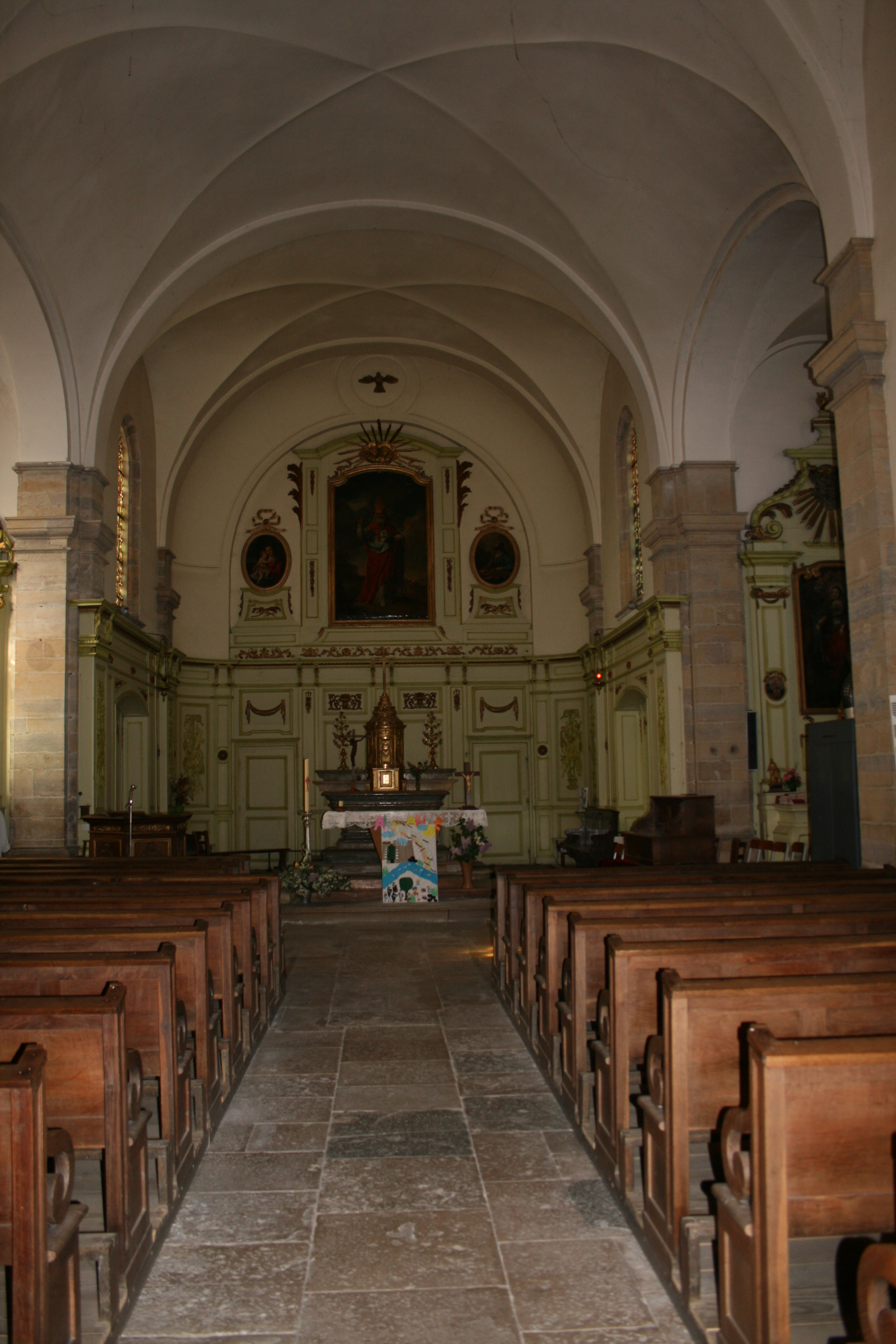
nef de l'église
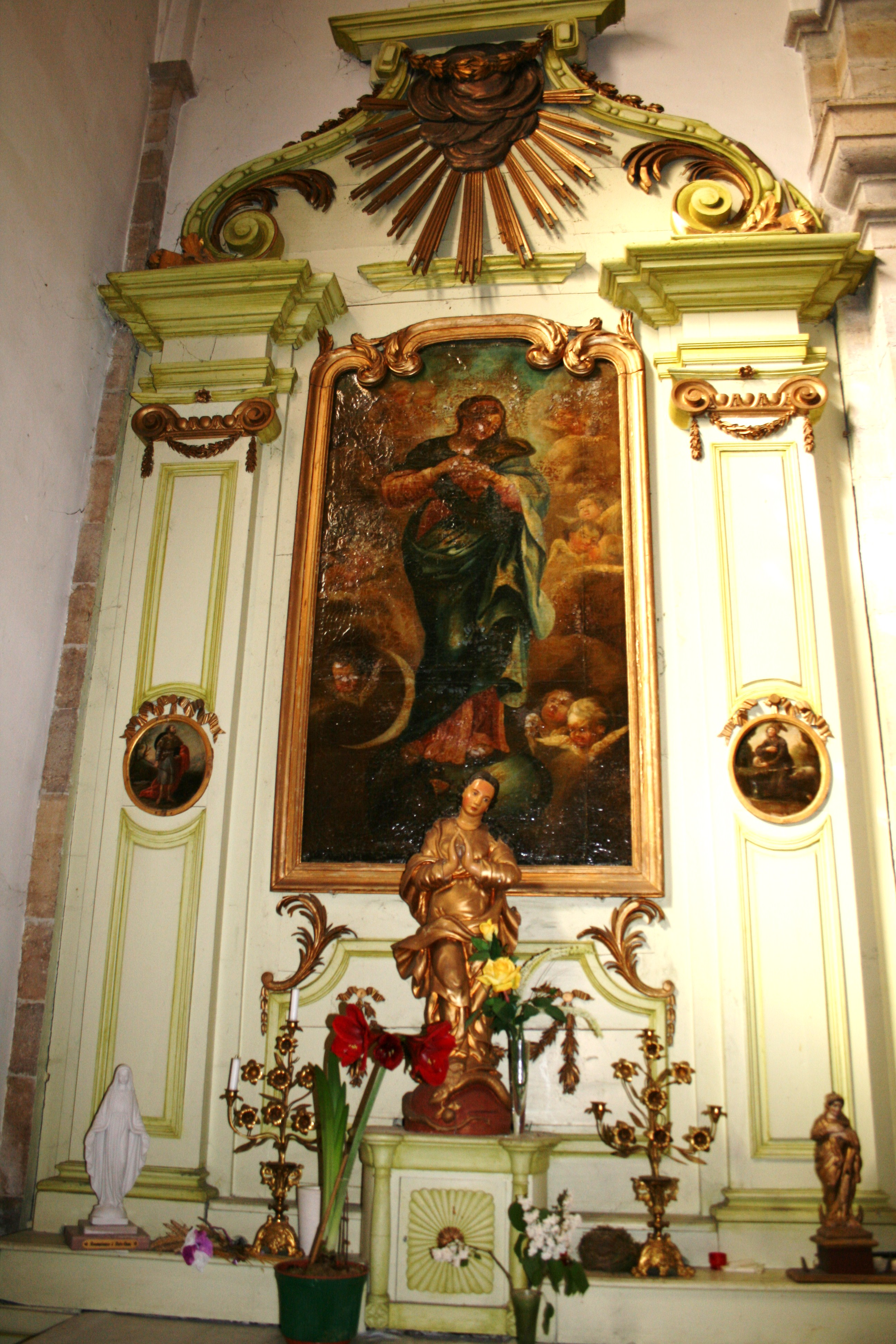
chapelle de la Vierge
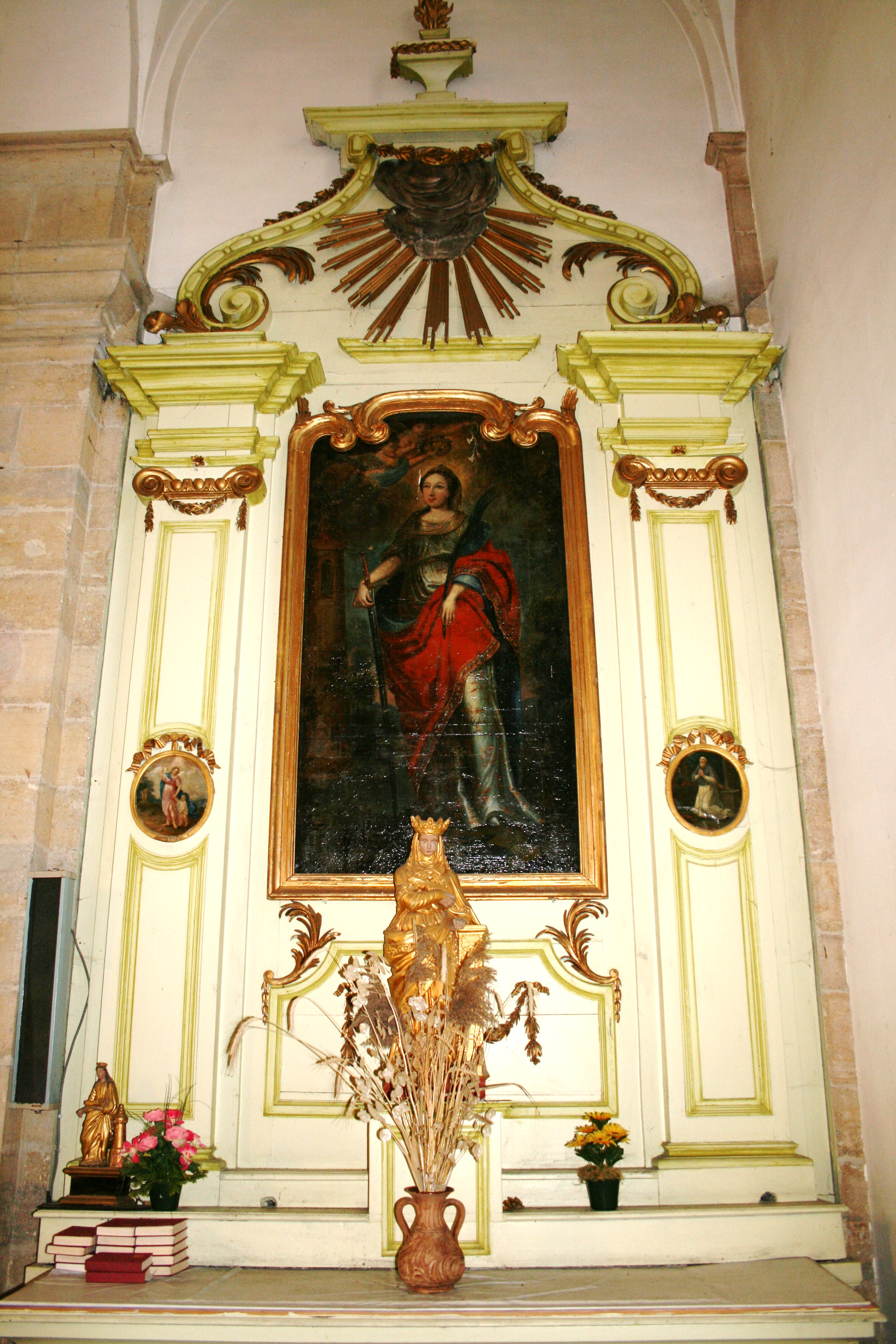
chapelle de Sainte-Barbe

## Sources
- Nouveau Dictionnaire des Communes de la Haute-Saône, Société d'agriculture, lettres, sciences et arts de la Haute-Saône 1969 Impr. Bon VESOUL
- Archives départementales de la Haute-Saône - Conseil de Fabrique de la paroisse de Borey